# 海田大橋出入口
海田大橋出入口（かいたおおはしでいりぐち）は、広島県安芸郡坂町にある海田大橋（広島南道路）のインターチェンジ。

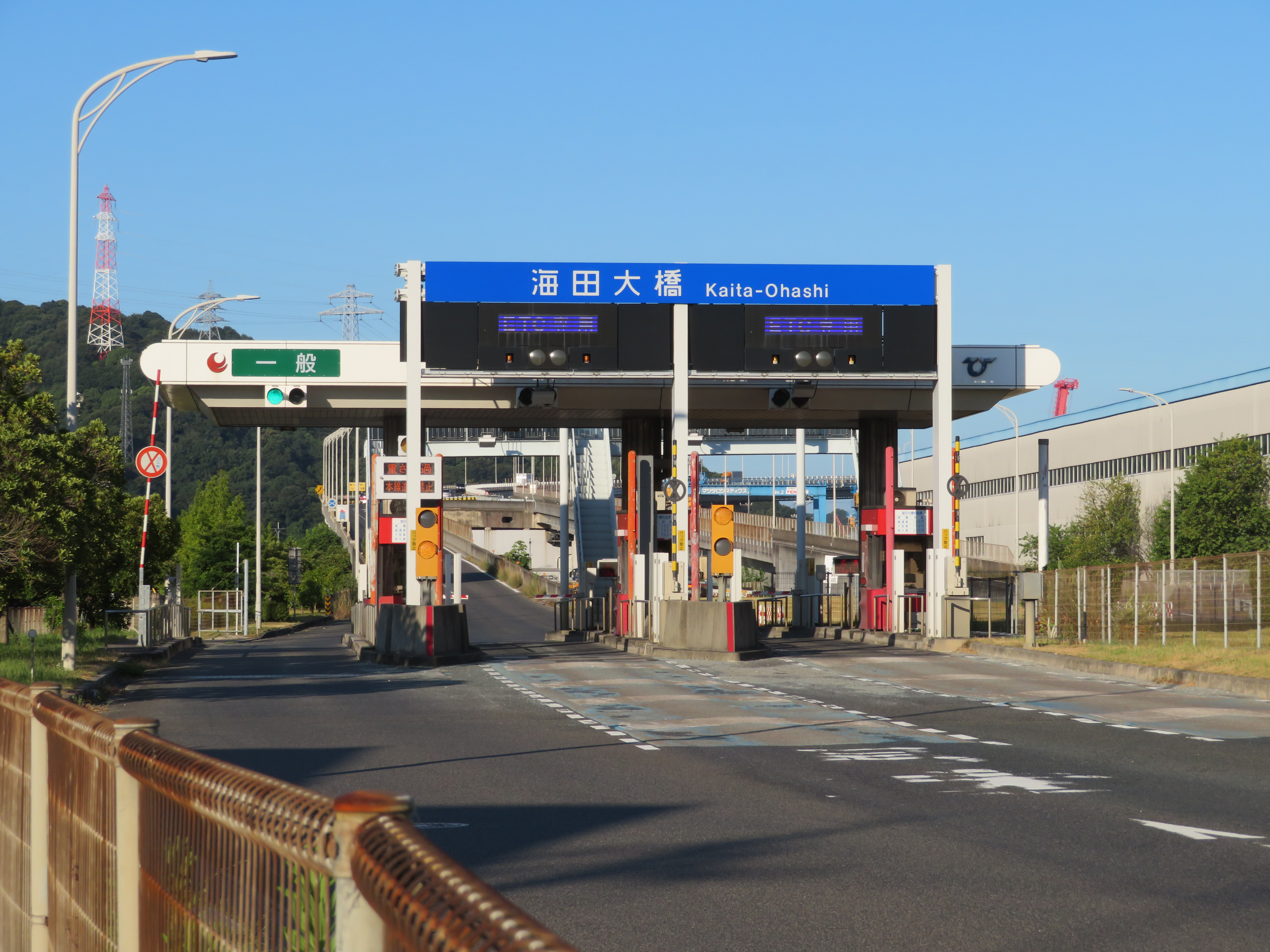
仁保JCT方面側料金所

入口は仁保方面、出口は坂方面のハーフインターチェンジとなっている。
現在のところ、広島南道路、海田大橋の起点となっている。

## 道路
- 海田大橋（広島南道路）

## 料金所
ブース数：6

### 入口
- ブース数：3
  - ETC専用：2
  - 一般：1

### 出口
- ブース数：3
  - ETC専用：2
  - 一般：1

ETCレーンは、2010年4月26日に運用開始された。

## 接続する道路
- 広島県道276号矢野海田線 （広島南道路側道）

## 周辺
- フジグラン安芸
- 済生会病院
- 第13旅団
- 東部流通団地

## 隣
海田大橋（広島南道路）
東部流通東出入口（予定） - 海田大橋出入口 - 仁保JCT